# Orfeu Negro
Pour plus de détails, voir Fiche technique et Distribution.
Orfeu Negro est un film musical franco-italo-brésilien de Marcel Camus sorti en 1959. Il est adapté d'une pièce de Vinícius de Moraes, Orfeu da Conceição (1956). Le film a reçu la Palme d'or au Festival de Cannes 1959, l'Oscar du meilleur film étranger et le Golden Globe Award pour le film étranger, tous deux en 1960.

## Synopsis
Ce film réinterprète le mythe d'Orphée et d'Eurydice en le transposant de Thrace à Rio de Janeiro pendant le carnaval. 
Orfeo est conducteur de tramway à Rio et Eurydice est une jeune campagnarde arrivant à la ville mais menacée par un inconnu, qui se réfugie chez sa cousine Sérafina. Tous deux se rencontrent la veille du carnaval. Pour éviter à Eurydice la jalousie de Mira, la fiancée d'Orfeo, Serafina lui prête son propre déguisement. Orphée et Eurydice vont s'aimer au milieu d'une ville en liesse. Mais le lendemain, elle sera démasquée.

## Fiche technique
- Titre : Orfeu Negro
- Réalisateur : Marcel Camus
- Scénario : Jacques Viot et Marcel Camus d'après la pièce Orfeu da Conceição de Vinícius de Moraes
- Dialogues : Jacques Viot et Marcel Camus
- Directeur de la photographie :  Jean Bourgoin
- Ingénieur du son : Amaury Leenhardt
- Musique : Antônio Carlos Jobim et Luiz Bonfá
- Assistants réalisateur : Lou Bonin et Robert Mazoyer
- Montage : Andrée Feix
- Production : Sacha Gordine
- Directeur de production : Jacques Gibault
- Sociétés de production : Dispat Films (Paris) Gemma Cinematografica (Rome) Turpan Filmes (São Paulo)
- Distributeur d'origine : Lux Films (Paris)
- Pays de production :  Brésil,  France,  Italie
- Tournage : Rio de Janeiro (Brésil), du 20 août 1958 au 20 décembre 1958
- Langue de tournage : portugais
- Format – Couleur par Eastmancolor – 1.37:1 :
  - Version 35 mm – Son monophonique
  - Version 70 mm – Son stéréophonique 6 pistes
- Genre : film musical, comédie dramatique
- Durée : 105 min
- Date de sortie : France : 12 juin 1959
- Affiches : Gilbert Allard (France), Helmuth Ellgaard (Allemagne de l'Ouest)

## Distribution
Pour sélectionner les acteurs sur les deux rôles titres, Marcel Camus, présent plusieurs mois avant le tournage à Rio de Janeiro, fait appel aux candidatures par le journal O Globo, indiquant chercher pour Orfeo « un garçon noir de 27 ans environ, mesurant entre 1,75 m et 1,80 m » et pour Eurydice « une jeune noire de 20 ans environ ». Il invite les candidats à se présenter à l'Alliance française de Rio, ou à envoyer leur photo « sans retouches et prises de préférence par un photographe amateur ». L'appel à candidature passionne les journaux brésiliens qui le reprennent dans leurs colonnes et une foule de jeunes gens se présentent. Mais finalement, Marcel Camus trouve l'acteur  Breno Mello, pour le rôle principal masculin, au Fluminense Football Club où il est footballeur,, et il retient pour le rôle principal féminin une danseuse nord-américaine, Marpessa Dawn. Autre particularité, l'interprète de la Mort est Adhemar Ferreira da Silva, athlète brésilien spécialisé dans la discipline du triple saut, à l'époque champion olympique et champion du monde.
- Marpessa Dawn : Eurydice
- Elizeth Cardoso : Eurydice (chant; non créditée)
- Breno Mello (pt) : Orfeo
- Agostinho dos Santos : Orfeo (chant; non crédité)
- Marcel Camus : Ernesto
- Fausto Guerzoni : Fausto
- Lourdes de Oliveira : Mira  (reine du jour)
- Léa Garcia : Serafina (reine de la nuit)
- Adhemar da Silva : la Mort
- Alexandro Constantino : Hermes
- Waldemar De Souza : Chico
- Jorge dos Santos (pt) : Benedito
- Aurino Cassiano : Zeca
- Maria Alice
- Ana Amélia
- Arlete Costa
- Maria de Lourdes
- Modesto De Souza
- Afonso Marinho
- Esther Mellinger
- Eunice Mendes
- Dinorah Miranda
- Zeni Pereira
- Teresa Santos
- Cartola
- Dona Zica
- Tião Macalé (pt) : vendeur du gramophone

## Production
Le film est une adaptation d'une pièce de théâtre de Vinícius de Moraes, Orfeu da Conceição, présentée pour la première fois en 1956. Conceição est une colline de Rio où s'est installée l’une des premières favelas.
Jean-Paul Delfino raconte la naissance de la pièce de théâtre, une anecdote obtenue de la dernière épouse de Vinícius de Moraes : « Je (Vinicius) me trouvais alors à Niteroi, dans la maison de mon cousin, l'architecte Carlos Leào. Et, un jour, à l'aube, alors que j'étais en train de penser à une histoire de la mythologie grecque, le mythe d'Orphée, (...) j'ai commencé à entendre d'un morne voisin, "O morro do Galvào", une batucada ». Il eut alors l'idée de transposer les amours d'Orphée et d'Eurydice dans les favelas. La pièce fut écrite dès 1942, mais, faute de temps et de financement, elle ne fut pas montée.
En 1955, alors qu'il était à Paris, comme attaché culturel à l'ambassade du Brésil, il rencontra Sacha Gordine, à la recherche de scénario pour un film sur le Brésil. Vinícius lui présenta son projet de pièce puis ils allèrent ensemble au Brésil et là, alors que le projet du film se concrétisait, Vinícius trouva les financements nécessaires et monta la pièce dont la musique fut composée par Tom Jobim. La pièce a donc été créée le 25 septembre 1956, au Théâtre municipal de Rio, dans un décor  d'Oscar Niemeyer, concomitamment au projet du film qui lui, a été tourné, avec l'arrivée de Marcel Camus, pendant l'automne 1958.
Certaines scènes, parmi les plus célèbres (favelas), ont été tournées sur le Morro da Babilonia, au-dessus de Leme (entre Copacabana et Urca). Marcel Camus a filmé le carnaval de Rio de 1958 mais n'en a retenu finalement que quelques images et échos sonores, préférant reconstituer les scènes de carnaval.

### Bande son
Les chansons du film (parmi lesquelles figurent notamment A felicidade et Manhã de Carnaval), devenues des standards de la bossa nova et du jazz, ont été généralement composées par Antônio Carlos Jobim, Vinícius de Moraes et Luiz Bonfá. La direction musicale a été confiée par Marcel Camus à Antônio Carlos Jobim et la réalisation de la bande son donne lieu à de nombreux échanges entre Camus, Jobim et Moraes. M. Camus n'hésite pas à demander des modifications de paroles ou de lignes mélodiques. Il fait également jouer la concurrence. Les enregistrements, entre les mois d'août et de novembre 1958, réunissent de nombreux artistes, dont Antônio Carlos Jobim et Luiz Bonfá déjà cités, mais aussi Roberto Menescal pour les airs de bossa nova et Agostinho dos Santos et Elizeth Cardoso pour les airs de samba plus traditionnels. Elizeth Cardoso (Elizeth Moreira Cardoso) est l'interprète de "Manha de Carnaval" mais son nom n'est jamais mentionné sur les disques contenant des airs de la bande originale du film. Camus se fait aider de Cartola pour bénéficier des meilleures écoles de samba de l'époque pour les marches carnavalesques. Les chants traditionnels afro-brésiliens qui accompagnent la descente aux Enfers d'Orfeo sont quant à eux enregistrées in situ dans un lieu de culte de la macumba. L'ensemble, onze heures de musique, est synchronisé au printemps 1959 par Jobim. Une sélection est opérée par Marcel Camus, écartant par exemple une version d'A Felicidade, interprétée par João Gilberto, sonnant à son goût trop blanche. Les musiques et chansons retenues sont envoyées à Paris où le guitariste Henri Crolla enregistre les ultimes raccords.
Pour la version française, les acteurs doublant les personnages doublent également les chansons, notamment le chanteur John William (non crédité) qui interprète le rôle-titre d'Orphée dans la version française.
La bande originale a été publiée à la sortie du film par Philips.

## Accueil critique
Cette œuvre cinématographique suscite l'enthousiasme quasi unanime de la critique européenne, bien que présentée le 12 mai 1959 au festival de Cannes en portugais sans aucun sous-titrage. Le choix d'acteurs noirs inconnus du grand public est une nouveauté et c'est considéré comme un choix courageux par une intelligentsia anticolonialiste. L'exotisme de la baie de Rio de Janeiro et du célèbre carnaval, les mélodies et rythmes brésiliens, les images sensuelles enchantent le public. Il remporte la récompense suprême de ce festival, la Palme, devant des films de François Truffaut, d'Alain Resnais, de Richard Fleischer ou de Luis Buñuel : 

« À ce film aimable, brillant, bruyant, qui joint aux légendes éternelles les sortilèges d'un exotisme de bon aloi, on peut certes préférer l'authentique simplicité des Quatre Cents Coups ou la mystérieuse gravité d'Hiroshima mon amour. Le jury n'en a pas moins eu raison de récompenser un film dont les indiscutables qualités s'accordent avec les goûts du grand public. »

— Jean de Baroncelli
Sur une célèbre photo des cinéastes de la Nouvelle Vague, prise sur les marches du Palais de Cannes, Marcel Camus figure auprès de François Truffaut, François Reichenbach, Claude Chabrol, Jacques Doniol-Valcroze, Jean-Luc Godard, Roger Vadim, Jean-Daniel Pollet, Jacques Rozier, Jacques Baratier, Jean Valère, Édouard Molinaro et Robert Hossein. Truffaut inclut Orfeu Negro dans les films fondateurs de ce mouvement, même si Godard fustige cette œuvre,.
Le film est diffusé ensuite dans les salles européennes, asiatiques et américaines. Aux États-Unis, Black Orpheus obtient l'Oscar du meilleur film étranger en 1960 ainsi que, la même année, le Golden Globe Award. La distribution exclusivement noire est jugée audacieuse. Barack Obama cite quelquefois ce film comme une œuvre ayant donné la force à sa mère, dans un contexte raciste, d'épouser un Noir, par sa représentation chaleureuse de la communauté noire brésilienne et la promesse d'une autre vie,,.
Le film marque les esprits, en France, en Europe et aux États-Unis. Il révèle dans le monde entier un style musical, la bossa nova (terminologie encore inconnue en dehors du Brésil) et établit définitivement la notoriété de la ville de Rio. Pour autant, même si la Palme d'or est accueillie sur le moment comme une « victoire nationale », il reçoit un accueil plus mitigé sur place, au Brésil, certains cariocas, le considérant avant tout comme une création française privilégiant une musique n'émanant pas du Rio profond et proposant un regard quelquefois ironique sur la société contrastée de la ville. Pourtant, l'un des plus grands symboles de cette musique carioca, Cartola avec son épouse Zica, apparaissent dans le film (Marcel Camus fréquentait la baraque du couple). La distribution exclusivement noire semble également inadéquate aux Brésiliens pour représenter à l'écran une ville métissée.

## Distinctions
- Palme d'or au Festival International du Film de Cannes en 1959[16].
- Oscar du meilleur film étranger en 1960[3].
- Golden Globe Award du film étranger en 1960.

## Remake
Un remake du film a été réalisé par Carlos Diegues en 1999, sous le titre Orfeu.